# Cemitério de San Justo

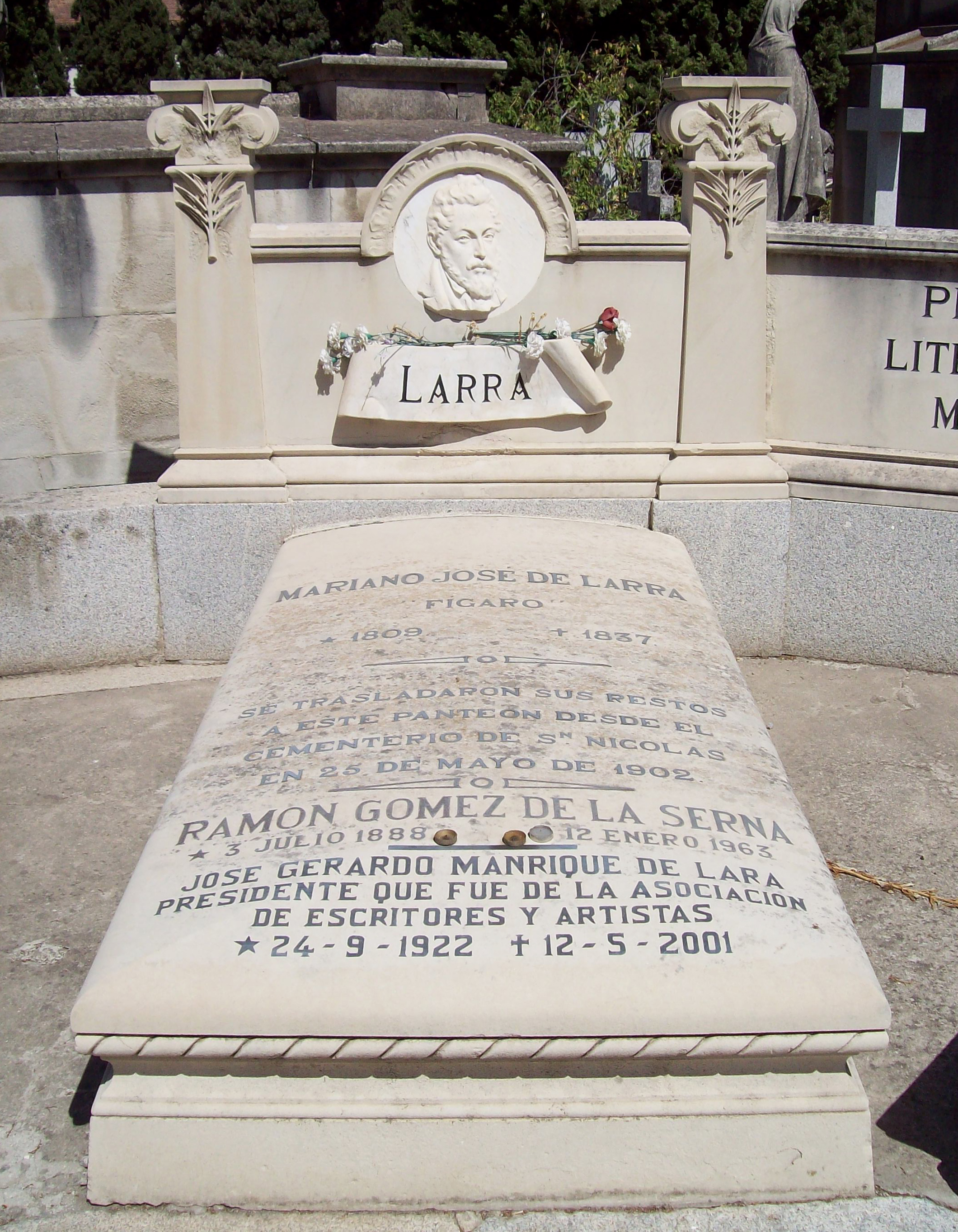
Sepulturas de Mariano José de Larra e Ramón Gómez de la Serna no cemitério de San Justo.

O Cemitério de San Justo (em castelhano:  cementerio de San Justo), com o nome completo cementerio de la Sacramental de San Justo, San Millán y Santa Cruz, em Madrid, Espanha, é um cemitério ainda utilizado na atualidade, separado por um muro de taipa do Cemitério de San Isidro. Está localizado no distrito de Carabanchel.
Foi inaugurado em 1847.
Em 1902 a Asociación de Escritores y Artistas construiu o panteon para resguardar e agrupar as cinzas dos personagens mais ilustres das letras e artes. O panteon foi projetado por Enrique María Repullés. Os primeiros a ocupar o panteon foram José de Espronceda, Mariano José de Larra e Eduardo Rosales. Posteriormente foram inumados neste local os restos mortais de Leandro Fernández de Moratín, Ramón Gómez de la Serna, Maruchi Fresno, Carmen Conde, Luis Escobar Kirkpatrick e Rafaela Aparicio, e mais recentemente Sara Montiel, entre outros.

## Sepultamentos por pátios
- Pátio de San Miguel: Manuel Cullell, Juan Nicasio Gallego, Jenaro Pérez Villaamil, Carlos García Alcolea, José Ramón Rodilla Galloso, Fuentes Bejarano.
- Pátio de San Justo: Antonio Gil de Zárate, Adelardo López de Ayala, Balaca, Antonio María Esquivel, Villamartín, Joaquín Ysasi Ysasmendi, Villacampa, Agustín Querol, José María Ruiz de Velasco, José Castán Tobeñas, Rafael Vega de los Reyes, o matemático Alejandro Oliván, Antonio López de Córdoba, Antonio Luis de Arnáu, Demetrio O'Daly Fernández Puente, Antonio María Escudero Milquiensen, Félix Alcalá Galiano, Casimiro Clemente de la Roza, Francisca Coello de Portugal, José Graniza.
- Pátio de Santa Cruz: Augusto de Ulloa, Eugenio Moreno López, Gregorio Marañón, Miguel Moya, Juan de Ribera, Valentín Carderera, José Juan Navarro de los Paños.
- Pátio de Santa Catalina: Felipe Picatoste, José Joaquín de Mora, Castro Palencia, Calixto Bernal, Ignacio Izquierdo, Rafael Martín Vázquez.
- Pátio de San Millán: Sabino Medina, Antonio López Aguado, Carlos Haes, Cassola, Ros de Olano, Bazaine, Manuel Fernández González, Agustín Sáez de Jubera, Baltasar Saldoni, Benito Gutiérrez, Francisco de Rios Rosas, José Campo Arana, Porrinas de Badajoz, Julián de Reoyo, Manuel Sanz Torroba, Manuel Carderera.
- Pátio de Santa Gertrudis: Martíne Rincón, Lapayese, Eduardo Rosales, Vicente Palmaroly, Eduardo Chicharro, Federico Chueca, Chapí, Federico Moreno Torroba, Juan Sanz Ramos, doctor Llorente, Felipe Monlau, Mariano José de Larra, Aureliano Fernández-Guerra, Dámaso Zabalza, Hilario Peñasco, Jorge Ronconi, José Espronceda, Manuel Bretón de los Herreros, Antonio Fernández Grilo, Manuel de Palacio, Francisco Villaespesa, Juan Pascual Zorrilla, Hipólito González, Ignacio José Escobar, Manuel Colmeiro, Manuel Díez Alegría, Regalado, Fernando Fernández de Cordova y Valcarcel, Manuel Pavía Rodríguez de Alburquerque, Juan Álvarez de Lorenzana, Antolín García, Manuel María José de Galdo, Blanca de los Ríos, Antonio García Gutiérrez, Manuel Dicenta, Luis Escobar, Antonio Rico, Rafael Calvo, Ricardo Calvo, Joaquín Arjona, Fernando Ossorio, Antonio Guzmán, Carlos Latorre, Jerónima Llorente, Eduardo Marquina, Jorge Uscatescu, Rafael Cansino, Luis Vidart, Gaspar Núñez de Arce, Ramón Gómez de la Serna, Juan Eugenio Hartzenbusch, Mercedes Ballesteros, Hermanos Álvarez Quintero, Máximo García de la Torre, José de Letamendi, Pedro Sainz Rodríguez, Lorenzo Gómez Pardo, Cándido Lara, Manuel Tamayo y Baus, Santiago Ortiz de Mendivil, Lucrecia Arana, José Mardones, Gustavo Adolfo Rosado Lora.
- Pátio de Nuestra Señora del Perpetuo Socorro: Alberto Martín-Artajo Álvarez, Julián Escudero Picazo, José Ramón de Zaragoza, José Forns Quadrado.
- Pátio: Rafael Romero Flores, Adriano del Valle
- Pátio: Julio Camba, Manuel Altoaguirre, Ramón Menéndez Pidal, José Luis Ozores, Anita Delgado, Carmen Conde.
- Patio del Santísimo Sacramento: Manuel Gómez-Moreno, José María Aguirre, Grandio, Manuel Fernández Aparicio.
- Pátio de las Ánimas: Erasmo Pascual, Rafaela Aparicio
- Pátio de San José y San Pedro: Pastora Imperio.